# (7429) Hoshikawa
(7429) Hoshikawa est un astéroïde de la ceinture principale.

## Description
(7429) Hoshikawa est un astéroïde de la ceinture principale. Il fut découvert le 24 décembre 1992 à Okutama par Tsutomu Hioki et Shuji Hayakawa. Il présente une orbite caractérisée par un demi-grand axe de 2,86 UA, une excentricité de 0,03 et une inclinaison de 1,6° par rapport à l'écliptique.

## Compléments